# Cratere Voynich
Voynich  è un cratere sulla superficie di Venere. Deve il proprio nome alla scrittrice e musicista irlandese Ethel Lilian Voynich.